# Panônia
Panônia (português brasileiro) ou Panónia (português europeu) (em latim: Pannonia, pronúncia: [panˈnɔnia]) é uma antiga província do Império Romano delimitada no norte e no leste pelo Danúbio, a oeste faz fronteira com a Nórica e o norte da Itália, e para o sul, com a Dalmácia e o norte da Mésia.
Em seu território estão hoje a Hungria, a porção oriental da Áustria, o norte da Croácia, o noroeste da Sérvia, a Eslovênia, a porção ocidental da Eslováquia e o norte da Bósnia e Herzegovina.

## Etimologia
O acadêmico Julius Pokorny deriva Panônia (Pannonia) do ilírio, da raiz proto-indo-europeia "*pen-" ("pântano, água, úmido").

## História

### Período pré-romano
Os primeiros habitantes desta região cujo nome chegou aos nossos dias foram os panônios (panonii), um grupo de tribos indo-europeias aparentadas dos ilírios. A partir do século IV a.C., a região passou a sofrer constantes invasões de povos celtas. Pouco se sabe além disso até 35 a.C., quando seus habitantes, aliados dos dálmatas, foram atacados por Augusto, que conquistou e ocupou Siscia (Sisak). Contudo, a região não foi definitivamente subjugada até 9 a.C., quando todo o território foi incorporado à província de Ilírico, cuja fronteira se estendia até o Danúbio.

### Período romano
Em 6 d.C., os panônios, juntamente com os dálmatas e outras tribos ilírias, iniciaram a chamada Grande Revolta Ilíria, mas acabaram sendo derrotados por Tibério e Germânico depois de uma dura campanha de três anos. Depois que a rebelião foi esmagada, em 9 d.C., a província de Ilírico foi abolida e seu território foi dividido entre as novas províncias da Panônia (no norte) e Dalmácia (no sul). A data da divisão é desconhecida, mas certamente ocorreu depois de 20 d.C. e antes de 50. A proximidade com perigosas tribos bárbaras ainda não subjugadas - como os quados e os marcomanos) - exigia a presença de uma grande quantidade de tropas na região (o número chegaria a sete legiões). Além disso, diversas fortalezas foram construídas às margens do Danúbio para impedir que elas cruzassem o rio.

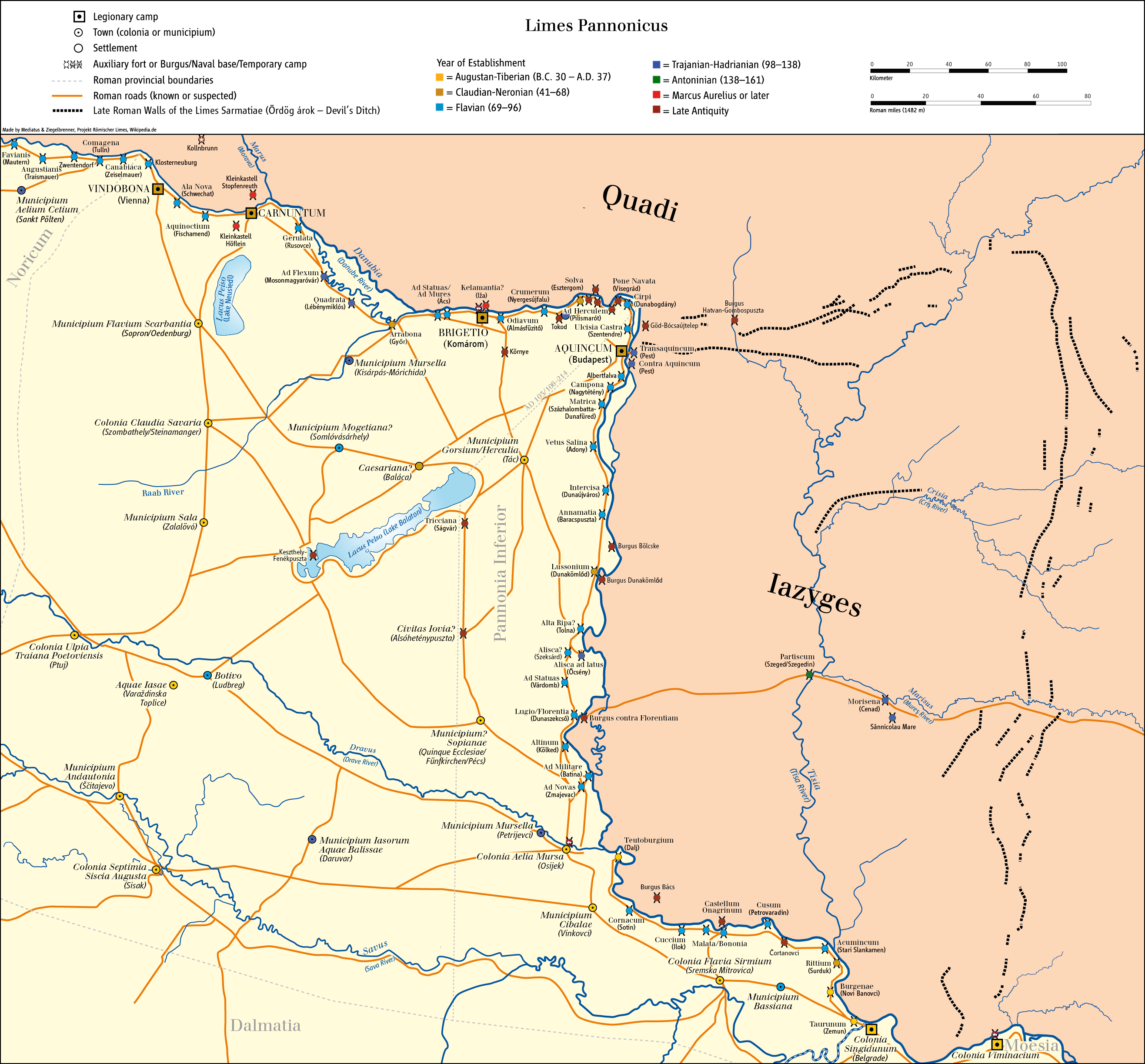
de Constantino, a fronteira romana no baixo Danúbio.

Em algum momento entre 102 e 107, no intervalo em sua campanha dácia, Trajano dividiu a província da Panônia em Panônia Superior (porção ocidental, com capital em Carnunto) e Panônia Inferior (porção oriental, com capitais em Aquinco e Sírmio). De acordo com Ptolemeu, elas eram divididas por uma linha imaginária que ia de Arrabona, no norte, até Servício no sul; posteriormente, ela foi deslocada mais para o oriente. A região toda passou a ser chamada de Panônias (Pannoniae).
A Panônia Superior era governada por um consular (consularis), o mesmo que antes administrava a antiga província unificada, e controlava três legiões. A Panônia Inferior permaneceu a princípio sob o comando de um legado pretoriano e controlava apenas uma legião; posteriormente, Marco Aurélio elevou o posto a consular, mas não alterou a quantidade de legiões. A fronteira do Danúbio foi reforçada ainda com a fundação de duas novas colônias, Élia Múrsia e Élia Aquinco por Adriano.
Durante o reinado de Diocleciano (r. 284–305), uma grande reforma administrativa dividiu a região em quatro:
- Panônia Prima no noroeste, com capital em Sabária (ou Savária).
- Panônia Valéria no nordeste, com capital em Sopianas. Conhecida também como Valéria Ripense.
- Panônia Sávia no sudoeste, com capital em Siscia.
- Panônia Secunda no sudeste, com capital em Sirmio.

Diocleciano também separou partes da moderna Eslovênia e incorporou-as na Nórica. Constantino aumentou a província em 324, deslocando suas fronteiras para o oriente e incorporando a ela as planícies que formam hoje a porção oriental da Hungria, o norte da Sérvia e a Romênia ocidental, chegando até o limes que ele acabara de criar, a Fronteira da Sarmácia.
Entre os séculos IV e V, uma das dioceses do Império Romano era a Diocese da Panônia, cuja capital era Sirmio e incorporava, além das quatro províncias criadas a partir da Panônia histórica, a Dalmácia, a Nórica Mediterrânea e a Nórica Ripense.

### Anos finais
Depois do "Período das Migrações" e da queda do Império Romano do Ocidente em meados do século V, a Panônia foi cedida para os hunos por Teodósio II e, depois da morte de Átila, passou sucessivamente (inteira ou parcialmente) para as mãos dos ostrogodos (456-séc. VI), lombardos (530-568) e gépidas (séc. VI). O Império Bizantino controlou-a por um breve período no século VI depois das campanhas de Justiniano e província bizantina da Panônia, também com capital em Sirmio, foi criada, mas seu território incluía apenas uma pequena parte do sudeste da antiga Panônia.
A região foi novamente invadida na década de 560 pelos ávaros, eslavos, que chegaram na década de 480, mas tornaram-se importantes apenas a partir do século VII, e pelos francos, que criaram a Marca da Panônia no fim do século VIII. Termos como Baixa Panônia (ou "Inferior" ou "Menor") e Alta Panônia (ou "Superior" ou "Maior") foram utilizados no século IX para designar um principado eslavo e uma província franca respectivamente.
Além disso, entre os séculos V e X, a população romanizada da Panônia desenvolveu uma língua românica panônia, principalmente na região do lago Balaton, no oeste da Hungria moderna, onde existia a cultura keszthely. Ambas foram extintas depois da invasão magiar da Panônia. Uma vez que nenhuma língua neolatina sobreviveu ali, a região é incluida na chamada Romania submersa. 

## Economia e outras características
A região era uma grande produtora agrícola, especialmente depois que as grandes florestas foram derrubadas por Probo e Galério. Antes disso, madeira era um dos principais produtos de exportação da Panônia. Entre os produtos agrícolas cultivados na região estavam a aveia e a cevada, com a qual os panônios fermentavam um tipo de cerveja chamada sabaea. Videiras e oliveiras, comuns em outras províncias, eram raras. A Panônia era também famosa por seus cães de caça. 
Os principais rios que cortavam a região era o Dravo, Savo e o Arrabo, além do Danúbio, para o qual seguem os três anteriores.
O antigo nome da Panônia persiste ainda hoje na denominação Planície Panônia.

## Cidades e fortalezas auxiliares
As principais cidades da Panônia eram:
- Acuminco (Stari Slankamen, Sérvia)
- A Flexo (Mosonmagyaróvár, Hungria)
- A Hércules (Čortanovci, Sérvia)
- Aos Mures (Ács, Sérvia)
- Às Novas (Zmajevac, Croácia)
- Às Estátuas (Vaspuszta, Hungria)
- Às Estátuas (Várdomb, Hungria)
- Alisca (Szekszárd, Hungria)
- Alta Ripa (Tolna, Hungria)
- Andautônia (Ščitarjevo, Croácia)
- Água Viva (Varaždin, Croácia)
- Águas Balisas (Daruvar, Croácia)
- Aquinco (Óbuda, Budapeste, Hungria)
- Arrabona (Győr, Hungria)
- Bassianas (Donji Petrovci, Sérvia)
- Bonônia (Banoštor, Sérvia)
- Brigécio (Szőny, Hungria)
- Búrgenas (Novi Banovci, Sérvia)
- Cesariana (Baláca, Hungria)
- Campona (Nagytétény, Hungria)
- Carnunto (Petronell, Bad Deutsch-Altenburg, Áustria)
- Celeia (Celje, Eslovênia)
- Certissa (Đakovo, Croácia)
- Cíbalas (Vinkovci, Croácia)
- Cirpos (Dunabogdány, Hungria)
- Contra-Aquinco (Peste, Hungria)
- Contra Constância (Dunakeszi, Hungria)
- Lugião (Dunaszekcsõ, Hungria)
- Cornaco (Sotin, Croácia)
- Cúcio (Ilok, Croácia)
- Cuso (Petrovaradin, Sérvia)
- Gerulata (Rusovce, Eslováquia)
- Górsio-Hercúlia (Tác, Hungria)
- Graio (Sremska Rača, Sérvia)
- Intercisa (Dunaújváros, Hungria)
- Jóvia (Ludbreg, Croácia)
- Lussônio (Dunakömlőd, Hungria)
- Marsônia (Slavonski Brod, Croácia)
- Mátrica (Százhalombatta, Hungria)
- Morgencianas (Tüskevár (?), Hungria)
- Mursa (Osijek, Croácia)
- Mursela (Mórichida, Hungria)
- Neviôduno (Drnovo, Eslovênia)
- Onagrino (Begeč, Sérvia)
- Petóvio (Ptuj, Eslovênia)
- Quadrada (Lébény, Hungria)
- Rício (Surduk, Sérvia)
- Sala (Zalalövő, Hungria)
- Saldas (Brčko, Bósnia e Herzegovina)
- Savária ou Sabária (Szombathely, Hungria)
- Escarbância (Sopron, Hungria)
- Serbino ou Servício (Gradiška, Bósnia e Herzegovina)
- Sirmio (Sremska Mitrovica, Sérvia)
- Siscia (Sisak, Croácia)
- Solva (Esztergom, Hungria)
- Sopianas (Pécs, Hungria)
- Tauruno (Zemun, Sérvia)
- Teutobúrgio (Dalj, Croácia)
- Ulcísia Castra (Szentendre, Hungria)
- Valco (Fenékpuszta, Hungria)
- Vindobona (Viena, Áustria)